# Crateva
Crateva ist eine Pflanzengattung in der Familie der Kaperngewächse (Capparaceae). Von einigen Arten werden die Früchte gegessen oder sie werden als Zierpflanzen genutzt.

## Beschreibung

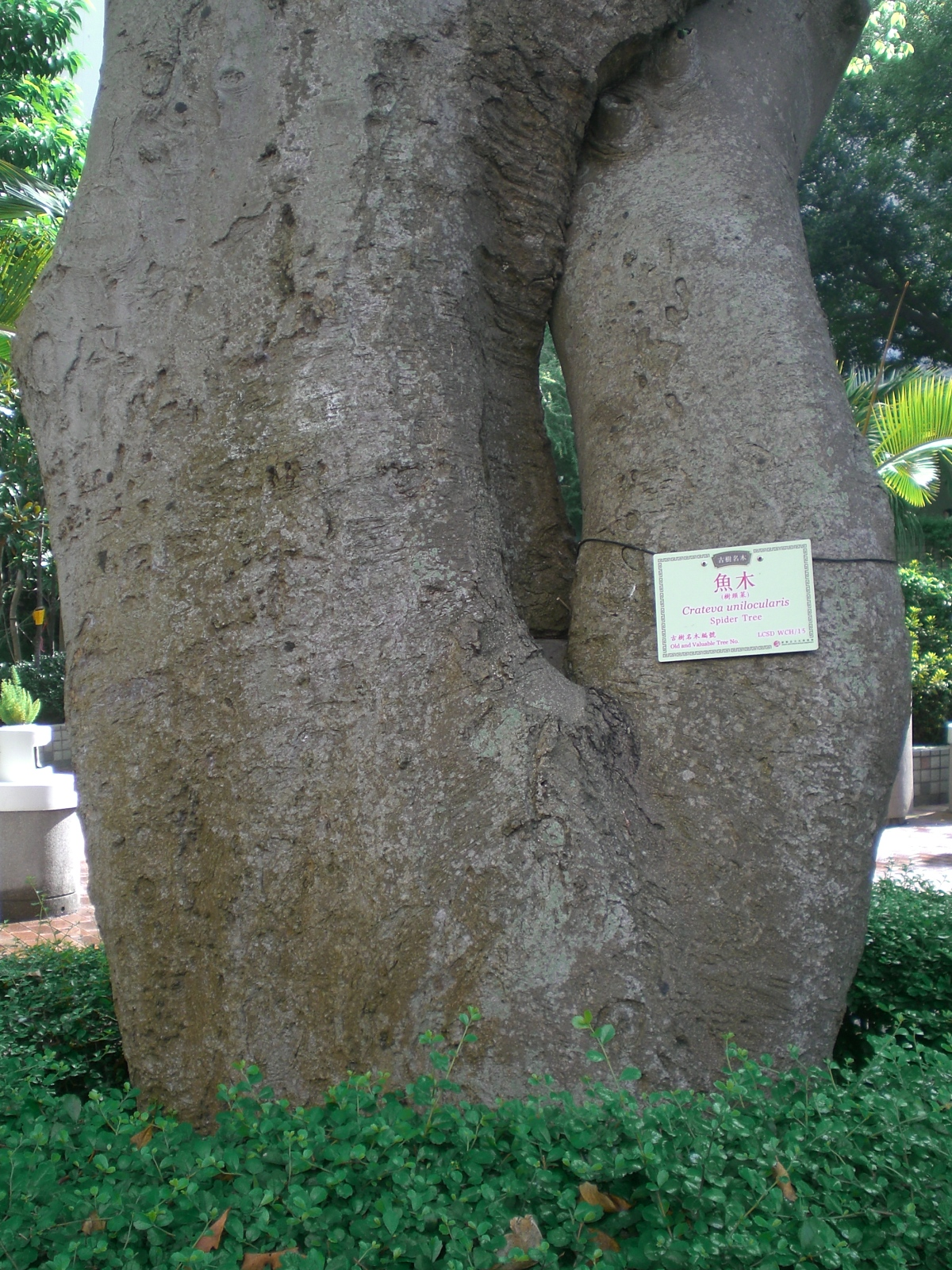
Stamm von Crateva unilocularis

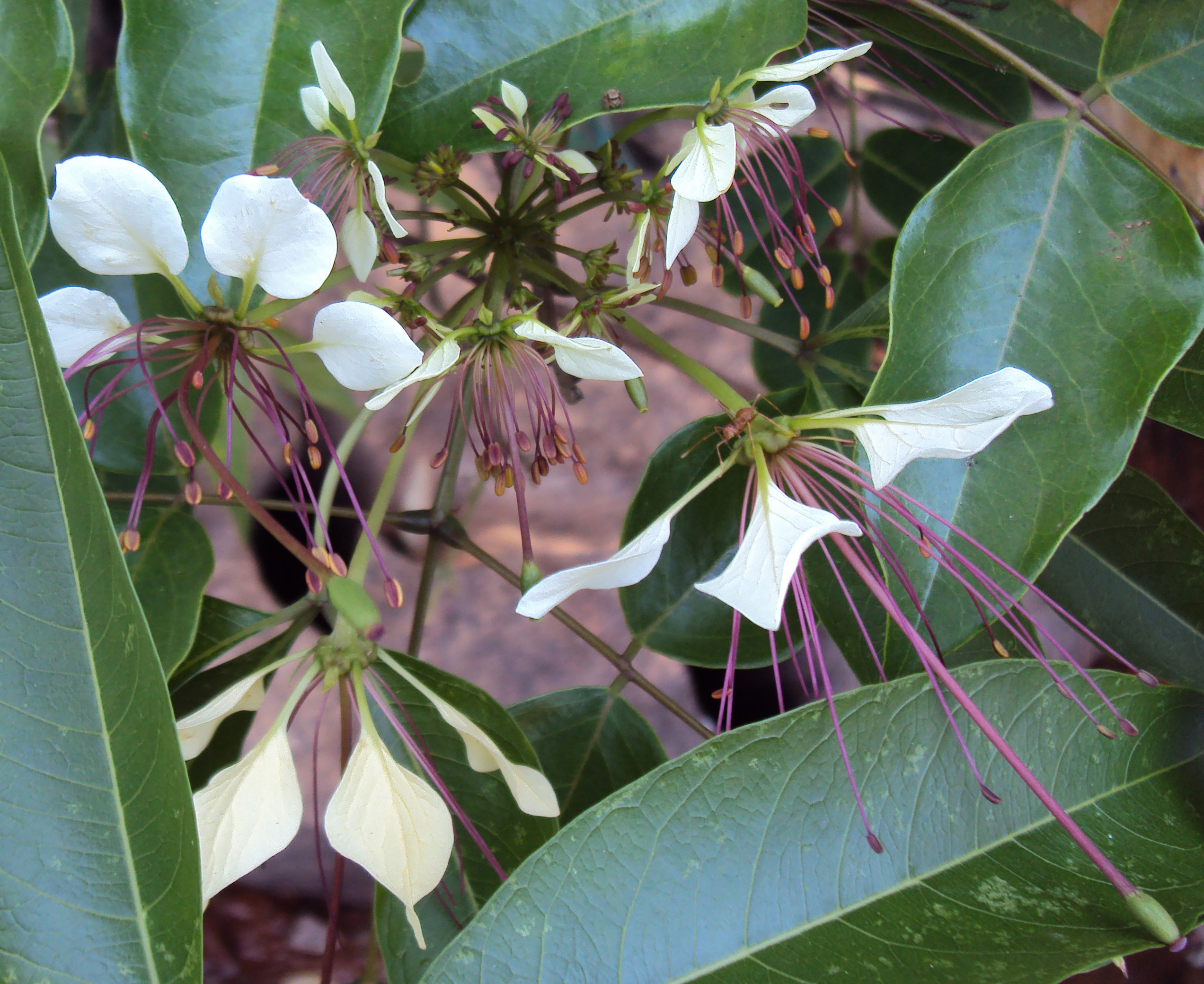
Blütenstand von Crateva magna

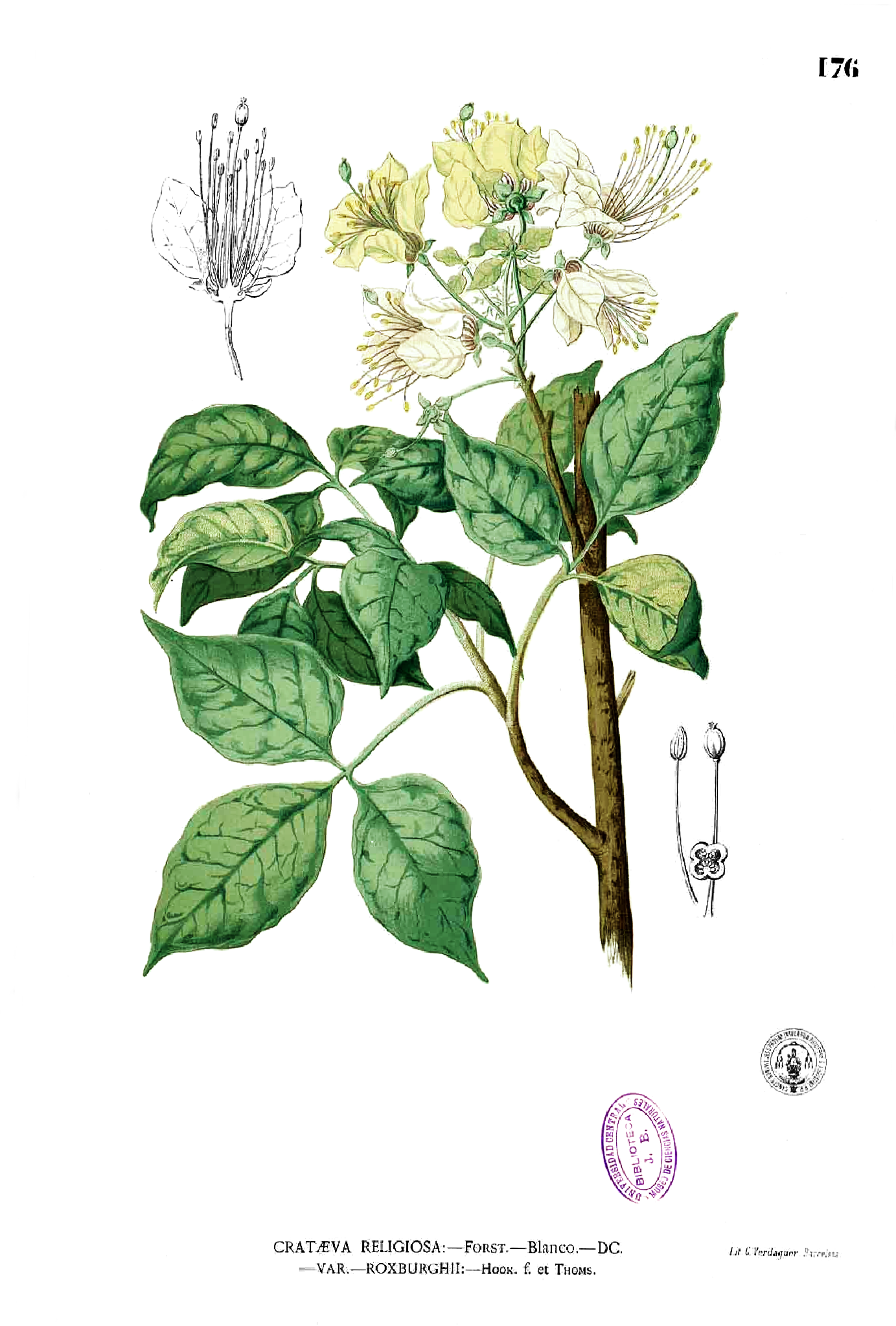
Illustration von Crateva religiosa

### Vegetative Merkmale
Crateva-Arten wachsen als Bäume oder manchmal Sträucher. Sie können immergrün oder laubabwerfend sein. Die Pflanzenteile besitzen keine Haare (Trichome). Die Zweige sind bleistiftartig oder kantig mit Lentizellen. 
Die wechselständig angeordneten Laubblätter sind in Blattstiel und Blattspreite gegliedert. Die langen Blattstiele besitzen nahe der Rhachis Drüsen. Die unpaarig gefiederten Blattspreiten sind aus drei Fiederblättchen zusammengesetzt. Die Fiederblättchen besitzen einen anfangs dünnen später dicker werden Stiel. Das Endfiederblatt besitzt eine asymmetrische Basis. Die Nebenblätter sind klein und dreieckig. 
Von den zusammengerollten Keimblätter (Kotyledonen) ist eines länger und umkreist das andere.

### Generative Merkmale
An den Enden neuer Zweige stehen schirmtraubige, traubige Blütenstände, mit terminierten Wachstum oder nach der Blüte wächst die Rachis weiter zu einem belaubten Zweig. Auf der Rachis bleiben nach dem Abfallen der Blüten deutlich Narben zurück. Die Blüten stehen jeweils über langen Blütenstielen über einem Deckblatt. 
Die meist zwittrigen oder eingeschlechtigen Blüten sind mehr oder weniger radiärsymmetrisch  und vierzählig mit doppelter Blütenhülle (Perianth). Es sind vier gleiche, grünliche Kelchblätter vorhanden, die deutlich kleiner als die Kronblätter sind. Die vier weißen, cremefarbenen bis gelben Kronblätter sind gleich, gekielt, eiförmig bis rhomboid mit vier Seitennerven auf jeder Seite des Hauptnerves. Oft sind selten acht bis, meist zwölf bis fünfzig Staubblätter vorhanden, mit langen Staubfäden, die an der Basis 1 bis 4 Millimeter lang verwachsen sind. Es wird ein 2 bis 8 Zentimeter langes Gynophor ausgebildet. Verwachsene Staubblätter und Gynophor ergeben zusammen ein Androgynophor. Es sind je zwei bis zwölf Fruchtblätter vorhanden. Der einkammerige Fruchtknoten ist oberständig. Es sind viele Samenanlagen vorhanden. Es ist eine Nektarium vorhanden. Es ist höchstens ein kurzer Griffel vorhanden. Die unscheinbaren Narben sind knopfförmig.
Es werden an Stielen herabhängende, kugelige bis ellipsoide Beeren gebildet, die 25 bis 50 Samen enthalten. Das ledrige Perikarp trocknet grau, rot, purpurfarben oder braun und ist oben glatt oder papillös. Die Samen sind in ein cremiges über oder stechend riechendes Mesokarp eingebettet. Die Samenschalen sind glatt. Die Samen enthalten einen geraden Embryo.

## Systematik und Verbreitung
Die etwa acht Arten gedeihen fast weltweit in den Tropen und Subtropen auf. Darüber hinaus dehnt sich ihr Areal in den Norden bis ins südliche Japan in Asien und nach Süden in der Neotropis bis zum nördlichen Argentinien. In China gibt es fünf Arten.
Die Gattungsname Crateva wurde 1753 von Carl von Linné in Species Plantarum, 1, S. 444  erstveröffentlicht. Typusart ist Crateva tapia L. Synonyme für Crateva L. sind: Belou Adans., Crataeva L., Nevosmila Raf., Othrys Noronha ex Thouars, Tapia Mill., Triclanthera Raf. Der Gattungsname ehrt den griechischen Arzt, Botaniker und Pharmazeuten Kratevas, der im ersten vorchristlichen Jahrhundert lebte.
Es gibt etwa acht Crateva-Arten:

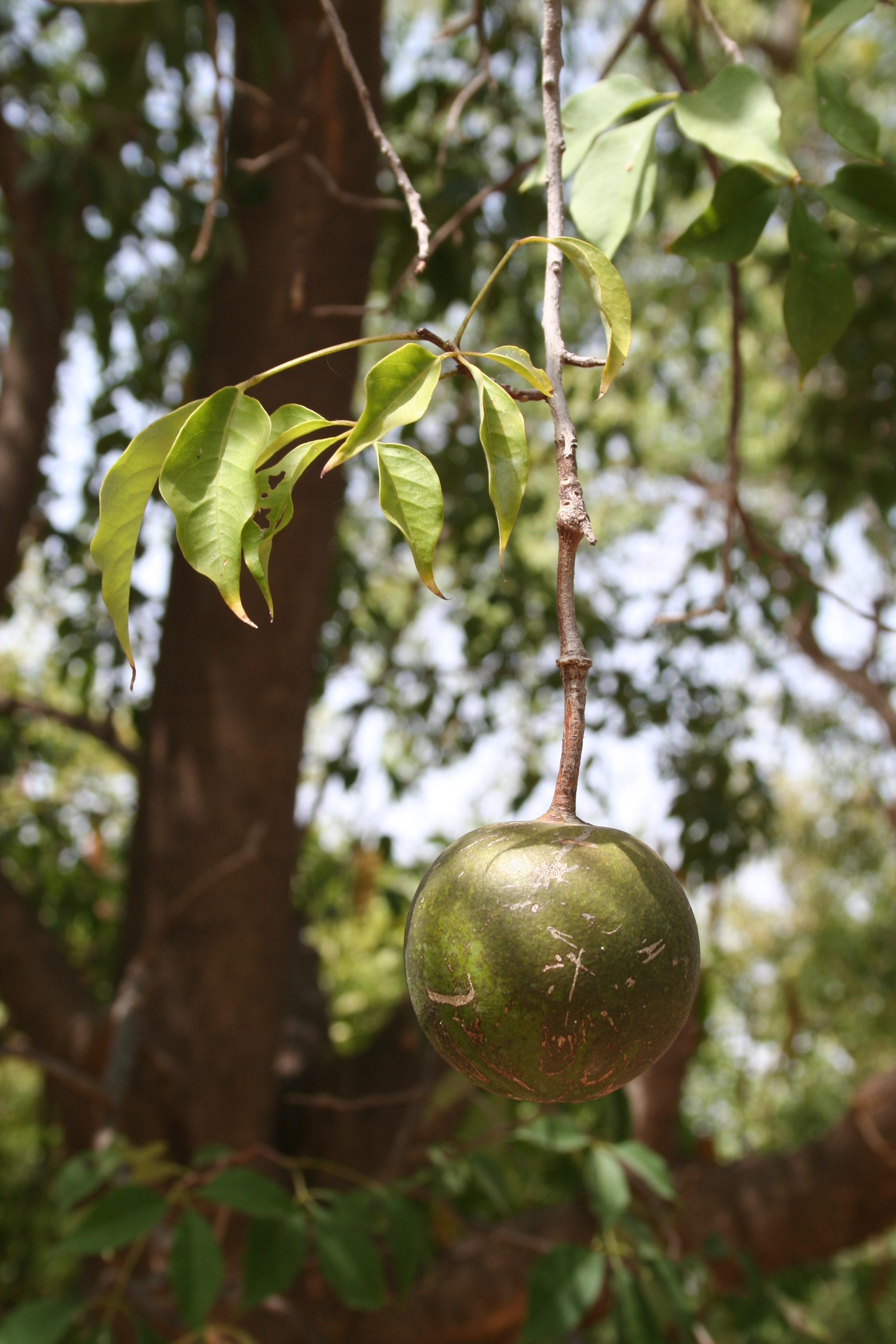
Langgestiele, hängende Frucht und dreiteilige Laubblätter von Crateva adansonii

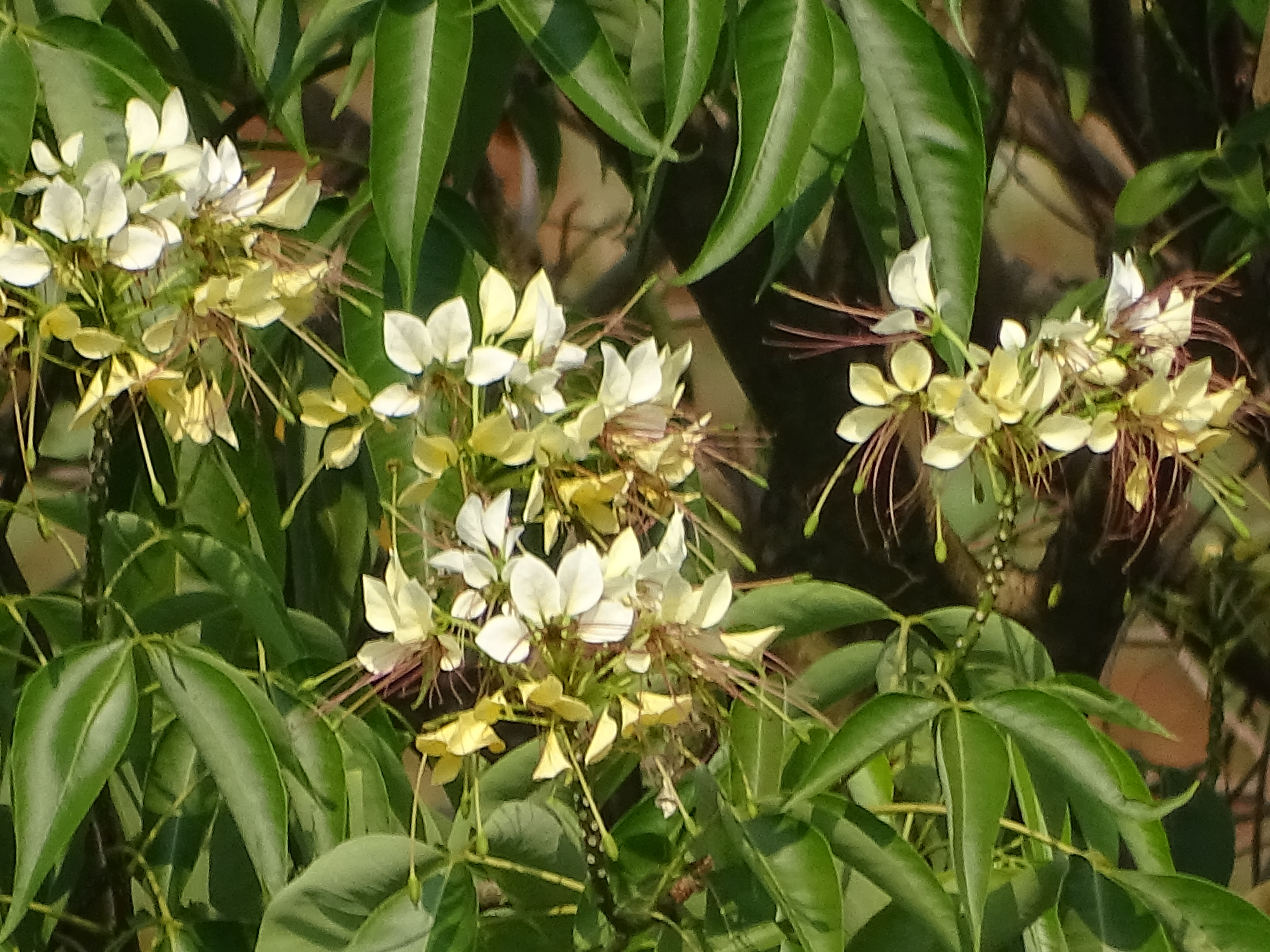
Crateva magna

- Crateva adansonii DC.: Sie gedeiht im tropischen Afrika, in Ägypten, in Madagaskar. Indien, Pakistan, Sri Lanka und Myanmar.[3]
- Crateva formosensis (M.Jacobs) B.S.Sun: Sie kommt in den chinesischen Provinzen nördlichen Guangdong, nordöstlichen Guangxi, in Taiwan und auf den japanischen Ryūkyū-Inseln vor.
- Crateva magna (Lour.) DC. (Syn: Capparis magna Lour., Crateva nurvala Buch.-Ham.): Sie kommt in Indien, Bangladesch, Sri Lanka, Malaysia, Indonesien, Thailand, Laos, Kambodscha, Myanmar und China vor.[3]
- Crateva religiosa G.Forst.: Sie ist in Sri Lanka, Indien, Nepal, Bhutan, Myanmar, Thailand, Kambodscha, Vietnam, Guangdong, Hainan, Taiwan, Indonesien, auf den Philippinen, in Neuguinea, auf den Salomonen, in Japan, Queensland, in Mikronesien und auf den Gesellschaftsinseln  verbreitet.[3]
- Crateva speciosa Volkens: Sie ist in Mikronesien, auf Palau, auf Kiribati und auf den Nördlichen Marianen beheimatet.[3]
- Crateva tapia L.: Sie ist von Mexiko und der Karibik bis Argentinien verbreitet[3], am häufigsten kommt sie im atlantischen Küstenregenwald vor. In Brasilien wird sie Trapia genannt.
- Crateva trifoliata (Roxb.) B.S.Sun: Sie ist in Kambodscha, Indien, Laos, Myanmar, Thailand, Vietnam, südlichen Taiwan und den chinesischen Provinzen Guangdong, Guangxi, Hainan, Yunnan verbreitet.
- Crateva unilocularis Buch.-Ham.: Sie ist Bangladesch, Indien, Bhutan, Nepal, Kambodscha, Laos, Myanmar, Vietnam und den chinesischen Provinzen Fujian, Guangdong, Guangxi, Hainan sowie Yunnan verbreitet.

## Nutzung
In Indien werden von Crateva magna die jungen Früchte gegessen und Blätter und Wurzelrinde in der Volksmedizin genutzt.
Beispielsweise auf Grund der duftenden Blüten wird Crateva religiosa in China und anderen Ländern  im südlichen und südöstlichen Asien als Zierpflanze genutzt. In der Chinesischen Medizin werden die getrockneten Früchte verwendet.
Die Früchte von Crateva tapia werden von Menschen gegessen und von Tieren, auch Fischen, gefressen.